# فاوستو
فاوستو (بالبرتغالية: Fausto Luis Momente Silva‏) هو لاعب كرة قدم برازيلي في مركز الهجوم، ولد في 12 ديسمبر 1980 في Mirandópolis ‏ في البرازيل. لعب مع فيكتوريا أشافنبورغ ‏.

## وصلات خارجية
- فاوستو على موقع قاعدة بيانات كرة القدم.إي يو (الإنجليزية)
- فاوستو على موقع Soccerway.com (الإنجليزية)